# Golfo di Bomba
Il golfo di Bomba (Khalīj al-Bumba) è un'insenatura del mar Mediterraneo, lungo la costa della Cirenaica, in Libia. Più precisamente, esso divide la Cirenaica storica (o Pentapoli libica) dalla regione contigua della Marmarica.
Prende il nome dal villaggio di Bomba (al-Bumba), presso il quale si trova un importante aeroporto militare. All'estremità meridionale del golfo si apre l'insenatura di ʿAyn al-Ghazāla. Nelle sue acque si trova l'isola di Marakib, la più grande isola della Libia.

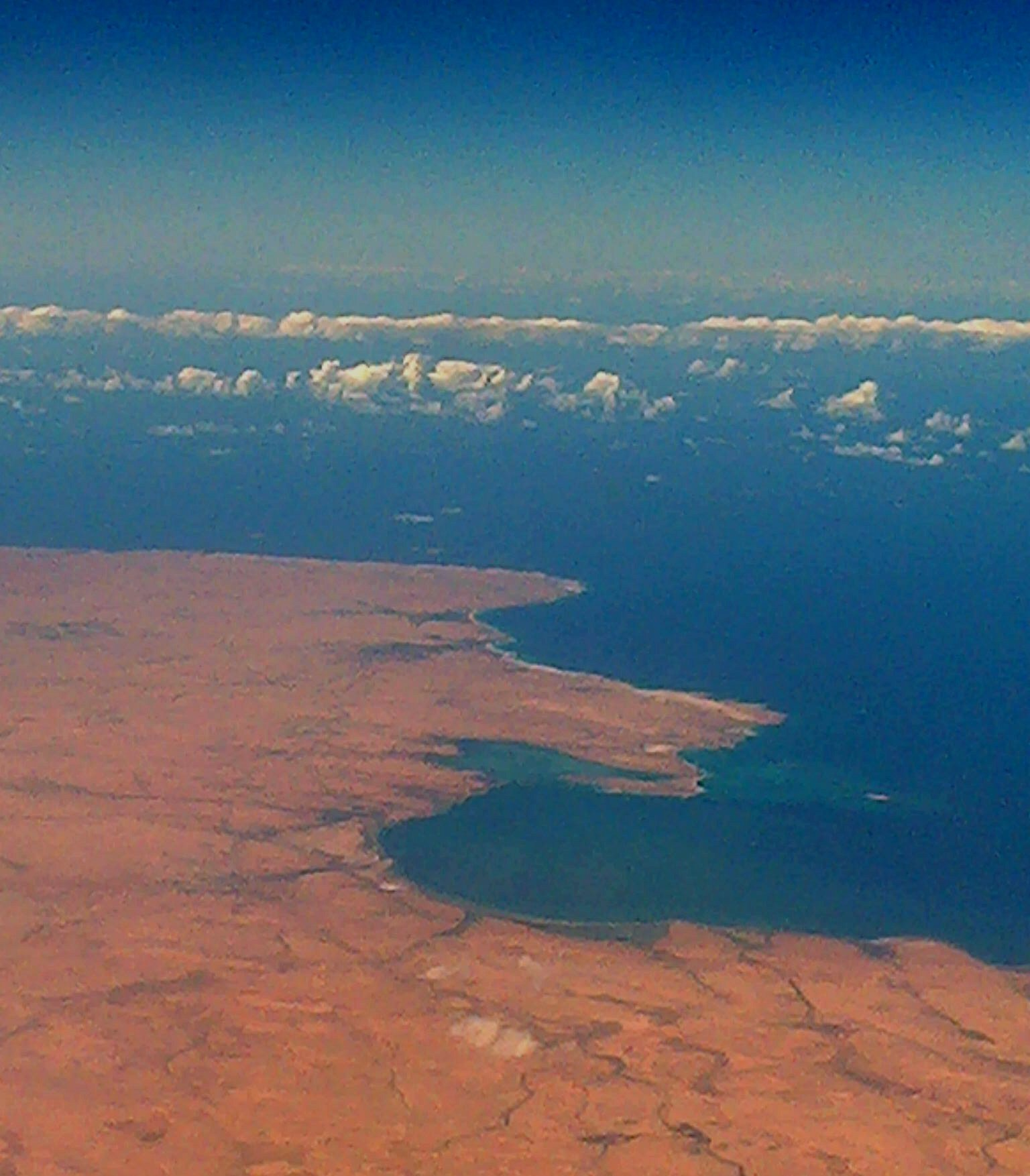
Foto aerea del Golfo di Bomba.

La zona fu interessata da numerose operazioni belliche durante la campagna del Nord Africa della seconda guerra mondiale: il 20 luglio 1940 furono affondati nelle acque del golfo due cacciatorpediniere italiani, Nembo e Ostro, da parte di aerei britannici Fairey Swordfish .
Due anni dopo la zona fu teatro della battaglia di al-Gazāla, grazie alla quale le forze dell'Asse avanzarono fino a El Alamein.